# Reziliencia (pszichológia)
A reziliencia általános értelemben rugalmas ellenállási képesség, azaz valamely rendszernek – legyen az egy egyén, egy szervezet, egy ökoszisztéma vagy éppen egy anyagfajta – azon reaktív képessége, hogy erőteljes, meg-megújuló, vagy akár sokkszerű külső hatásokhoz sikeresen adaptálódjék.
A reziliencia a pszichológiában lényegében azt a tulajdonságot vagy helyesebben képességet jelöli, hogy az ember gyorsan vissza tudja nyerni eredeti, jó állapotát testi-lelki szenvedés, illetve nehéz élethelyzetek átélése után.